# Зганич, Валентина Сергеевна
Валентина Сергеевна Зганич (27 августа 1964, Нарьян-Мар) — российский политик, член Совета Федерации Федерального Собрания Российской Федерации от исполнительного органа государственной власти Ненецкого автономного округа (с 20 апреля 2017 по сентябрь 2018), заместитель губернатора Ненецкого автономного округа по делам ненецкого и других коренных малочисленных народов Севера.

## Биография
Окончила Архангельское культурно-просветительное училище и Санкт-Петербургский государственный институт культуры, трудовую деятельность начала с должности методиста агиткультбригады. В 1983 году директор сельского дома культуры. В 2000 года методист отдела ненецкой культуры ГБУК «Этнокультурный центр Ненецкого автономного округа», затем заведующая отделом, а с 2010 года директор ГБУК «Этнокультурный центр Ненецкого автономного округа». В совершенстве владеет ненецким языком.
Член общественного движения ненецкого народа «Ясавей».

## Наделение полномочиями члена Совета Федерации
На выборах Губернатора НАО в 2014 году Валентина Зганич наряду с Вадимом Тюльпановым и Владиславом Песковым была включена в тройку кандидатов в Совет Федерации в связке с кандидатом на пост Губернатора Игорем Кошиным. Игорь Кошин наделил Валентину Зганич полномочиями члена Совета Федерации Федерального Собрания РФ после смерти Вадима Тюльпанова. Принятию решения предшествовал опрос общественного мнения, в котором приняло участие около 800 жителей округа.